# 손시헌 (축구 선수)
손시헌(1992년 9월 18일 ~)은 대한민국의 축구 선수이다. 숭실대학교를 졸업했으며, 주포지션은 수비수이다.

## 선수 경력
2013년 드래프트 4순위로 수원 FC에 입단하였다. 데뷔 시즌 여섯 경기에 나섰으나 이후로 출전 기회를 잡지 못하였으며, 2016년 여름, 자유계약 신분을 얻으며 팀을 떠났다.